# 1. florbalová liga mužů 2025/2026
1. florbalová liga mužů 2025/2026 bude 33. ročníkem druhé nejvyšší mužské florbalové soutěže v Česku. 
Základní část soutěže bude hrát 14 týmů dvakrát každý s každým od 6. září 2025 do 28. února 2026. Play-off bude hrát prvních 10 týmů od 7. března 2026. O systému vyřazovací části se rozhodne do 31. října 2025. Rozhoduje se mezi stávajícím systémem s finálovou sérií (končící nejpozději 22. dubna 2026) a superfinále (25. dubna). Poslední čtyři týmy budou hrát play-down o sestup.
1. liga bude mít v této sezóně čtyři nové účastníky. V minulé sezóně sestoupil po jednom ročníku v Superlize zpět do 1. ligy tým Bulldogs Brno. V předešlém ročníku Národní ligy naopak postoupily dva týmy. Byly to vítězové svých skupin, oddíly FbC Písek a Asper Šumperk. Oba týmy budou hrát druhou nejvyšší soutěž poprvé, teprve po dvou resp. třech letech po postupu z Divize. Ze Superligy měl sestoupit i poražený tým z baráže, Florbal Vary. Ten ale převzal superligovou licenci od FbŠ Bohemians (kteří budou hrát nově Divizi). V 1. lize se tak uvolnilo místo, které doplnil poražený finalista skupiny Východ Národní ligy, tým FBS Olomouc, který do třetí nejvyšší soutěže postoupil jen o rok dříve.

## Týmy soutěže
- ASK Orka Stará Boleslav
- Asper Šumperk
- Bulldogs Brno
- Butchis (Praha)
- FbC LIŠKY Písek
- FBC Vikings Kopřivnice
- FBS Olomouc
- FBŠ SLAVIA Fat Pipe Plzeň
- Florbal Respect Hradec Králové
- GMS Florbal Chomutov
- Goldea Panthers Otrokovice
- Sokol Brno I EMKOCase Gullivers
- TJ Znojmo LAUFEN CZ
- Torpedo Havířov